# Bryobia agioriticus
Bryobia agioriticus är en spindeldjursart som beskrevs av Hatzinikolis och Emmanouel 1996. Bryobia agioriticus ingår i släktet Bryobia och familjen Tetranychidae. Inga underarter finns listade.